# Hack and slash
Hack and slash (англ. hack and slash — «руби и режь») или hack and slay («руби и убивай») — жанр компьютерной игры, в которой происходит в основном истребление множества противников в ближнем бою с помощью разнообразного оружия. Понятие возникло в настольных ролевых играх и позже перешло в многопользовательские миры и другие виды компьютерных игр.

## Происхождение термина
Термин hack and slash изначально появился в таких настольных ролевых играх, как Dungeons & Dragons. Он обозначал агрессивный тип игры, в котором преобладали насильственные действия без следования сюжету и достижения каких-либо целей. Впервые этот термин встречается в игровой прессе в 1980 году.

## Особенности
Главной особенностью жанра является то, что, в отличие от классических компьютерных ролевых игр, основное внимание уделяется сражениям с противниками и усилению персонажа, а другие элементы — разветвлённый сюжет, сложные квесты с разными вариантами решений, обширные диалоги — не предполагаются.
Hack and slash игры напоминают шутеры от третьего лица, однако вместо огнестрельного оружия здесь предлагается использовать различное оружие ближнего боя, зачастую примитивное. С помощью такого оружия главному герою нужно убить как можно больше врагов, среди которых встречаются боссы. Чтобы разнообразить процесс игры, разработчики вносят в hack and slash другие жанровые элементы, а также предлагают игрокам многопользовательский режим.